# Cyathea vaupensis
Cyathea vaupensis är en ormbunkeart som först beskrevs av P. G. Windisch, och fick sitt nu gällande namn av Lehnert. Cyathea vaupensis ingår i släktet Cyathea och familjen Cyatheaceae. Inga underarter finns listade.